# Karl Hackenschmidt

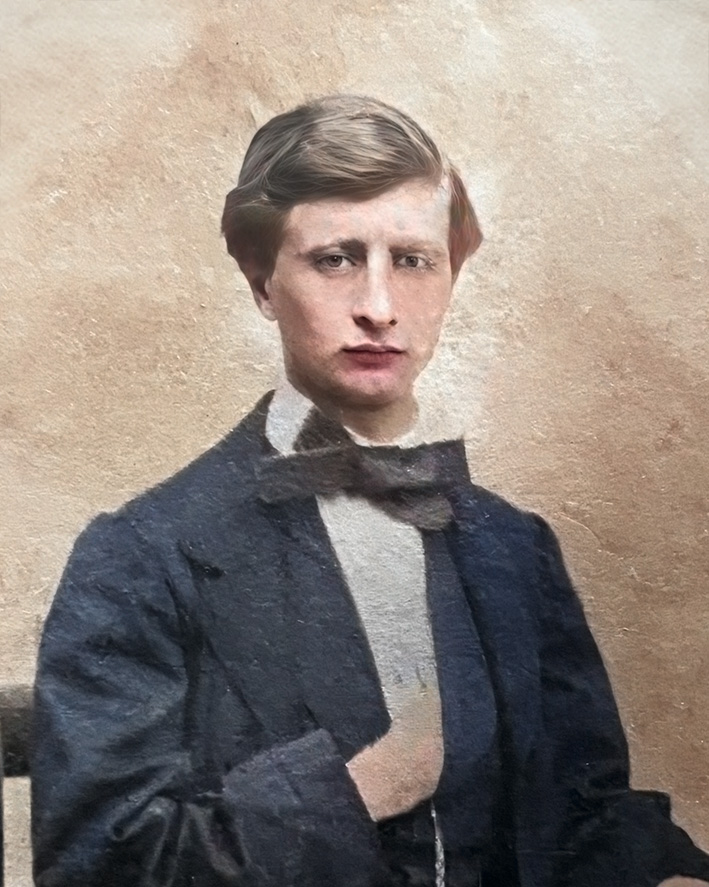
Hackenschmidt als Student, koloriert

Christian Karl Hackenschmidt (auch Christian Charles Hackenschmidt; * 14. März 1839 in Strasbourg; † 11. November 1915 ebenda) war ein elsässischer evangelisch-lutherischer Pfarrer und Theologe.

## Leben
Karl Hackenschmidt war der Sohn des Korbflechters und Dichters Johannes Christian Hackenschmidt und seiner Frau Louise Urban. Er besuchte das Gymnasium in Straßburg. Von 1857 bis 1861 studierte er in Straßburg Evangelische Theologie. Im Jahre 1857 war er zusammen mit Friedrich August Ihme einer der Stifter der Wingolfsverbindung Argentina zu Straßburg. Er schloss sein Studium 1862 in Erlangen mit einer Arbeit zur lutherischen Dogmatik ab, wo er auch Mitglied des Erlanger Wingolf wurde. Am 23. Oktober 1864 wurde er ordiniert. Im Jahre 1869 wurde er in Straßburg mit der Arbeit Études sur la doctrine chrétienne du péché (Studien über das Christliche Dogma der Sünde) promoviert. 

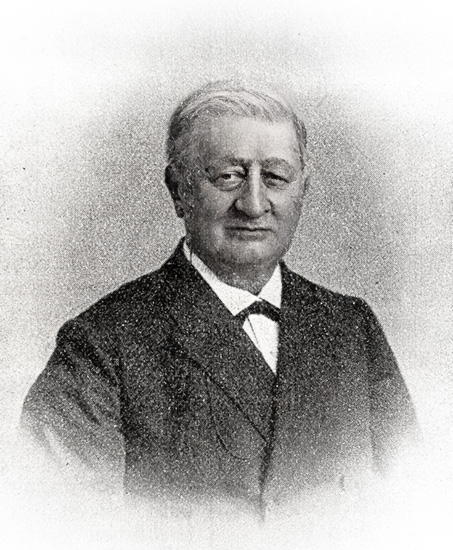
Karl Hackenschmidt als Pfarrer

Hackenschmidt war von 1864 bis 1868 Vikar in Ingwiller. Anschließend wurde er Hauslehrer in Froeschwiller und unternahm eine Studienreise nach Paris und nach Deutschland. Von 1870 bis 1882 war er Pfarrer in Jaegerthal, von 1882 bis 1885 Gefängnispfarrer in Straßburg. Anschließend wurde er Pfarrer an Saint-Pierre-le-Jeune protestant (Jung-St-Peter protestantisch), was er bis zu seinem Tode blieb. Von 1909 bis 1915 war er zudem Präsident des Konsistoriums der Gemeinde. Theologisch entwickelte sich Hackenschmidt im Lauf seines Lebens von einem streng konfessionellen Lutheraner zu einem „Rechtsritschlianer“ und grenzte sich immer mehr vom Neuluthertum ab. 
Hackenschmidt galt als einer der Vorkämpfer des Deutschtums im Reichsland Elsass-Lothringen. Die Universität Straßburg zeichnete ihn 1896 mit der theologischen Ehrendoktorwürde aus. Gleichwohl wurde ihm laut Siegwalt zur Zeit der Zugehörigkeit Straßburgs zum Deutschen Reich  ein Lehrstuhl an der Universität Straßburg versagt, weil er „zu deutsch“ war.
Hackenschmidt war seit 30. Juni 1871 verheiratet mit Emilie Baranowska. Ihre Tochter war die Künstlerin Sabine Hackenschmidt (1873–1939).

## Schriften
- Vaterlandslieder eines Elsässers, Lahr 1871.
- Die Anfänge des katholischen Kirchenbegriffs. Dogmenhistorischer Versuch, Straßburg 1874.
- Über wahres u. falsches Luthertum, Leipzig 1877.
- Der römische Bischof im vierten Jahrhundert, Heidelberg 1880.
- Die Kirche im Glauben des ev. Christen, Erlangen 1881.
- Der christliche Glaube, Calw und Stuttgart 1901.
- Licht- u. Schattenbilder aus dem AT, Gütersloh 1908.
- Die Christuspredigt für unsere Zeit, Göttingen 1909.
- Der Prophet Jeremia, Gütersloh 1912.
- Wegweiser zu den Segensquellen Gottes für Konfirmanden, Gütersloh 1913.
- Der Prophet Daniel, Gütersloh 1914.
- Der Krieg und die Lüge. Vortrag, Straßburg 1915.
- Kalendergeschichten, Straßburg 1925.